# Stara Synagoga w Olsztynie
Stara Synagoga w Olsztynie – synagoga, która znajdowała się w Olsztynie na rogu ulicy Hugona Kołłątaja 16 (dawna Krummstrasse) i Okopowej (dawna Schanzenstrasse).

## Historia
Synagoga została zbudowana w 1835 roku. Po wybudowaniu nowej synagogi w 1877 roku została przeznaczona na mieszkania oraz pomieszczenia handlowe. Po tym czasie była wielokrotnie przebudowywana, poprzez co utraciła swój pierwotny wygląd. Budynek rozebrano w 1992 roku i zbudowano ponownie, nawiązując stylistycznie i architektonicznie do pierwotnego.